# Компьютерный язык
Понятие компью́терный язы́к (калька с англ. computer language), как правило, относится к языкам, ассоциируемым с компьютерной техникой.
Чаще всего, этот термин соответствует понятию языка программирования, однако это соответствие не является вполне однозначным.
Компьютерный язык, как и любой другой язык, появляется, когда требуется передать информацию из одного источника другому. Языки программирования способствуют обмену информацией между программистами и компьютерами, языки разметки текста определяют понятную для людей и компьютеров структуру документов (экранных представлений) и т. п.
Нередко понятие компьютерный язык также отождествляют со сленгом, распространённым среди людей, так или иначе общающихся с компьютерами.

## Типы компьютерных языков
- Язык программирования
- Сценарный язык
- Предметно-ориентированный язык программирования
  - Псевдоестественный язык
- Информационный язык
- Язык описания данных
  - Язык разметки (обычно используются для создания документов)
  - Язык спецификаций (например: Каскадные таблицы стилей)
- Язык описания аппаратуры (Verilog, VHDL и др.)
- Протокол обмена (например: сетевой протокол)